# Der große Crash – Margin Call
Der große Crash – Margin Call (Originaltitel: Margin Call; wörtlich: Wertausgleich; Forderung weiterer Sicherheiten) ist ein Filmdrama aus dem Jahr 2011 von Regisseur J. C. Chandor, der auch das für den Oscar nominierte Drehbuch schrieb.
Der Spielfilm basiert frei auf der Rolle der New Yorker Investmentbank Lehman Brothers und ihres Vorstandsvorsitzenden Richard Fuld als Mitauslöser der im Spätsommer 2007 beginnenden Weltfinanzkrise. Über einen Zeitraum von etwa 28 Stunden werden die Nacht und der Tag des Zusammenbruchs einer Wall-Street-Bank erzählt. Im Mittelpunkt des Films stehen die Schritte, die der Vorstandsvorsitzende nach unten bis zu den Aktienhändlern delegiert, sowie die letztlich verheerenden Auswirkungen auf die weltweiten Finanzmärkte und zahlreiche private und institutionelle Investoren.
Margin Call feierte Premiere auf dem Sundance Film Festival am 25. Januar 2011 und kam in den USA am 21. Oktober 2011 in die Kinos. Der Film erhielt überwältigend positive Kritiken.

## Handlung
Kurz vor Ausbruch der großen Finanzkrise ab 2007 findet in der Wertpapierhandelsabteilung einer großen New Yorker Bank ein massiver Personalabbau statt. Um die Mitnahme geschäftsrelevanter Informationen durch die Entlassenen sowie jegliche Störungen des Geschäftsbetriebs zu verhindern, vollzieht sich die generalstabsmäßig geplante Aktion binnen weniger Stunden. Externe Personalberater informieren die betroffenen Mitarbeiter in Einzelgesprächen knapp und emotionslos über ihre Kündigung und ihre Abfindungsregelung. Schon während des Gesprächs wird der Computerzugang gesperrt und das Firmenhandy wird deaktiviert. Der (Ex-)Mitarbeiter darf dann noch einmal kurz unter Aufsicht eines Security-Mitarbeiters persönliche Dinge von seinem Schreibtisch holen und wird dann von der Security aus dem Gebäude auf die Straße geführt.
Zu den Betroffenen gehört mit Eric Dale der erfahrene Risikomanager der Abteilung. Er hatte 19 Jahre für das Unternehmen gearbeitet. Kurz bevor sich die Aufzugstür schließt, übergibt er seinem jungen Mitarbeiter Peter Sullivan noch einen USB-Stick mit brisanten Daten, mahnt ihn aber zur Vorsicht bei deren Verwendung.
Während seine verbliebenen Kollegen ihr „Überleben“ feiern, inspiziert Sullivan den Inhalt des USB-Sticks und prüft die von Dale dokumentierten Berechnungen. Mit einigen Korrekturen kommt er zu dem gleichen Schluss wie Dale und benachrichtigt sofort seinen Kollegen Seth Bregman und seinen Vorgesetzten Will Emerson; dieser informiert umgehend seinen Vorgesetzten Sam Rogers. In der Folge trifft auch dessen Vorgesetzter Jared Cohen im Büro ein. Sullivan informiert sie, dass seit einiger Zeit das Risikopotenzial bestimmter Wertpapierbestände (Asset Backed Securities und Mortgage Backed Securities: in Paketen gebündelte verbriefte Immobilienkredite und Auslöser der Finanzkrise 2007) falsch bewertet wurde, die Bank viel zu viele dieser Papiere in den eigenen Büchern hat und schon bei geringen Abweichungen der prognostizierten Marktbewegungen die Insolvenz droht.
Umgehend wird das Executive Committee (entspricht in etwa dem Vorstand) informiert und es kommt zu einer nächtlichen Krisensitzung. Hier verfügt der CEO, der nachts mit dem Hubschrauber eingeflogene John Tuld, dass am nächsten Morgen sofort alle „faulen Papiere“ zum aktuellen Marktpreis verkauft werden, damit die Bank überleben kann. Tuld spürt, „dass die Musik aufgehört hat zu spielen“ (Anspielung auf die berühmte Bemerkung von Charles „Chuck“ Prince, ehemals Citigroup-Chef), und erkennt, dass der Markt zusammenbrechen wird. Seine Devise ist, dass, wer in diesem Geschäft überleben will, schlauer oder schneller als die anderen sein – oder betrügen müsse. Er will nicht „betrügen“, aber er möchte „als Erster aus der Tür“ – obwohl er weiß und alle seine Mitarbeiter wissen, dass seine Kunden, die Käufer der Papiere, damit schwere Verluste erleiden, manche vielleicht darüber in den Ruin getrieben werden und das Vertrauen in die Bank auf Jahre zerstört werden wird.
Dale wird noch am frühen Morgen von Emerson und Bregman bei seinem noch nicht abgezahlten Haus aufgesucht: Um sich seines Stillschweigens zu versichern, wird ihm ein letzter Arbeitstag in der Bank angeboten mit einem Gehalt von einer Million Dollar. Sollte er nicht annehmen, wird ihm eine juristische Schlammschlacht und die Verweigerung seiner Kündigungsentschädigung angedroht. Dale lehnt zunächst ab, kommt dann aber später doch in die Bank, weil er das Geld braucht.
Rogers hat moralische Bedenken, woraufhin Tuld ihm einen hohen Bonus anbietet. In der Morgenbesprechung des neuen Geschäftstages bietet Rogers daraufhin jedem seiner Trader einen Bonus von 1,4 Millionen Dollar, wenn er 93 Prozent der ihm zugeteilten Werte verkauft. Er stellt weitere 1,3 Millionen Dollar für jeden Angestellten in Aussicht, wenn die ganze Abteilung 93 Prozent aller Papiere veräußern kann. Das Ganze muss in wenigen Stunden über die Bühne gehen, ehe der Markt misstrauisch wird. Alle Händler machen mit. Rogers wird danach von Cohen eröffnet, weiter in der Bank angestellt zu sein.
In einem Gespräch mit Rogers rechtfertigt Tuld diese Art des Umgangs mit dem Markt damit, dass der Mensch eben so sei und die Finger einfach nicht vom Spielen (mit Geld) lassen könne, und zählt die Krisen seit Beginn des Börsenhandels auf:
- 1637: Tulpenmanie
- 1797: die Bank of England wird von ihrer Verpflichtung befreit, ihre Banknoten gegen Gold einzutauschen; Beginn der bank-restriction (bis 1821)
- 1819: Panik von 1819
- 1837: US-amerikanische Wirtschaftskrise
- 1857: Erste Weltwirtschaftskrise
- 1884: Wirtschaftskrise in den Vereinigten Staaten
- 1901: Panik von 1901
- 1907: Panik von 1907
- 1929: Weltwirtschaftskrise
- 1937: Die Bank von Frankreich verlässt den Goldstandard
- 1974: Auswirkungen der Ölkrise
- 1987: Schwarzer Montag
- 1992: Pfundkrise
- 1997: Asienkrise
- 2000: Dotcom-Blase

Rogers entscheidet sich schließlich, für weitere zwei Jahre in der Bank zu bleiben, vorgeblich aus finanziellen Gründen, nicht wegen Tulds Argumenten.
Am Ende des Verkaufstages werden die meisten Trader, darunter auch Bregman, entlassen. Sullivan jedoch wird befördert. Rogers fährt nachts zum Haus seiner Ex-Frau und beerdigt seinen Hund, der an Leberkrebs gestorben ist. Seine Ex-Frau spricht kurz mit ihm und sagt ihm, dass sie nicht wünsche, dass er ihr Haus betrete. Aus dem Gespräch wird deutlich, dass der gemeinsame Sohn der beiden an der Wall Street arbeitet und Rogers ihn nicht vor der Krise gewarnt hatte.

## Hintergrund
- Der Film ist das Erstlingswerk von Regisseur und Drehbuchautor J. C. Chandor.
- Kinostart in Deutschland war am 29. September 2011, in den USA kam der Film am 21. Oktober 2011 in die Kinos.
- Margin Call wurde erstmals auf dem Sundance Film Festival und anschließend auf der 61. Berlinale 2011 in Berlin präsentiert. Hier wurde er auch für den Goldenen Bären nominiert.
- Der Film wurde von Zachary Quintos Produktionsfirma Before The Door Pictures und den Ko-Produzenten Neal Dodson und Corey Moosa produziert.[7]
- Der Charakter John Tuld beruht auf Richard S. Fuld, Jr., dem CEO und Chairman der Investmentbank Lehman Brothers zum Zeitpunkt des Zusammenbruchs der Bank im September 2008.
- Anders als der Filmtitel vermuten lässt, spielt ein Margin Call keine Rolle im Film. Weder ist ein Margin Call Teil der Handlung noch wird das Konzept überhaupt thematisiert.

## Synchronisation
Die deutschsprachige Synchronisation entstand bei der Think Global Media GmbH in Berlin nach einem Dialogbuch von Jörg Hartung und unter der Dialogregie von Tatiana Kopp.
| Rolle          | Schauspieler   | Synchronsprecher |
| -------------- | -------------- | ---------------- |
| Sam Rogers     | Kevin Spacey   | Till Hagen       |
| Will Emerson   | Paul Bettany   | Nicolas Böll     |
| John Tuld      | Jeremy Irons   | Thomas Fritsch   |
| Peter Sullivan | Zachary Quinto | Daniel Fehlow    |
| Seth Bregman   | Penn Badgley   | Robin Kahnmeyer  |
| Jared Cohen    | Simon Baker    | Marcus Off       |
| Mary Rogers    | Mary McDonnell | Isabella Grothe  |
| Sarah Robinson | Demi Moore     | Arianne Borbach  |
| Eric Dale      | Stanley Tucci  | Lutz Mackensy    |

## Rezeption

### Kritiken
Die Rezensionssammlung Rotten Tomatoes listet 158 Kritiken, von denen 89 % positiv ausfallen. Die Durchschnittsbewertung liegt bei 7,3 von 10 Punkten.

„Im Stil einer klassischen Tragödie wird in engem zeitlichen und räumlichen Rahmen ein brisanter moralischer Konflikt ausgetragen, der sich zur fesselnden Studie menschlicher Handlungsspielräume im kapitalistischen System verdichtet. Konzentriert inszeniert, treffsicher im Dialog und vorzüglich gespielt, werden beispielhaft Fragen von persönlicher Verantwortung angesichts anonymisierter Marktstrukturen verhandelt.“

### Interpretation und Analyse
„Das Drama entwickelt sich in den luftigen Höhen der Chefetagen. Immer wieder lenkt die Kamera den Blick aus den Fenstern über die Skyline von New York, die ihre Schönheit darbietet und gleichzeitig die Fallhöhe klarmacht, die in diesen Hochhäusern verhandelt wird. Die korrumpierende Wirkung von Gier und Angst wird sichtbar. Die befällt dann auch bald Menschen, die glauben, sie hätten ein Gewissen. Der Film beschreibt einen kurzen Zeitraum, in dem langfristig Unheil angerichtet wird, und das alles wird klug genug vorangetrieben, um jenen hochsensiblen Moment zu fassen, in dem eine Zeitspanne wirtschaftlicher Unbekümmertheit endet. Doch die fiktiven vierundzwanzig Stunden von ‚Margin Call‘ zeigen nur den Urknall einer Krise. Die Überraschung ist längst vorbei. Sie wurde überholt von mehr und anderen Finanzkrisen, die in der Realität allmählich alltägliche Präsenz entwickeln.“

„Anders als Oliver Stone in „Wall Street II“ versucht J. C. Chandor die Krise nicht in einer faszinierend-bösen Gestalt zu erklären. Da er die Welt der Finanzmakler von seinem Vater her kennt, der bei Merrill Lynch arbeitete, balanciert der Regisseur zwischen ‚System‘ und ‚Charakter‘: Tatsächlich ist es erst einmal überraschend, im Zentrum der gewaltigen Katastrophe ganz normale Menschen zu sehen, die sich irgendwie verhalten müssen, während sie mit dem Rücken an der Wand stehen. […] „Die Maschine, von der sie ein Teil sind, ist derart groß und komplex geworden, dass niemand die zerstörerische Macht begreifen konnte, die von ihr ausging. Bis es zu spät war“, sagt J. C. Chandor. Weniger freundlich kann man es auch umgekehrt sagen: Die Menschen, die eine solche Maschine bedienen, sind so beschränkt, trivial und charakterlos, dass die Katastrophe unausweichlich wird.“

### Auszeichnungen
- 2011 New York Film Critics Circle Awards: Bestes Erstlingswerk
- Bei der Oscarverleihung 2012 war der Film in der Kategorie Bestes Originaldrehbuch nominiert.[2]
- 2011 Australian Academy of Cinema and Television Arts Award nominiert als bester Film[12]
- 2011 Australian Academy of Cinema and Television Arts Award nominiert für Beste Regie
- 2011 Australian Academy of Cinema and Television Arts Award für Bestes Drehbuch

- 2011 Casting Society of America nominiert für Bestes Ensemble[13]

- 2011 Detroit Film Critics Society nominiert für Bestes Ensemble[14]

- 2011 Independent Spirit Awards Bester Film
- 2011 Independent Spirit Awards nominiert für Bestes Drehbuch
- 2011 Independent Spirit Awards: Robert Altman Award

- 2011 National Board of Review Award Bestes Erstlingswerk[15]
- 2011 National Board of Review Award setzte den Film auf die Liste der besten zehn Filme des Jahres (Top Ten)
- 2011 San Francisco Film Critics Circle Awards bestes Originaldrehbuch[16]